# Dolmen von Nuisy

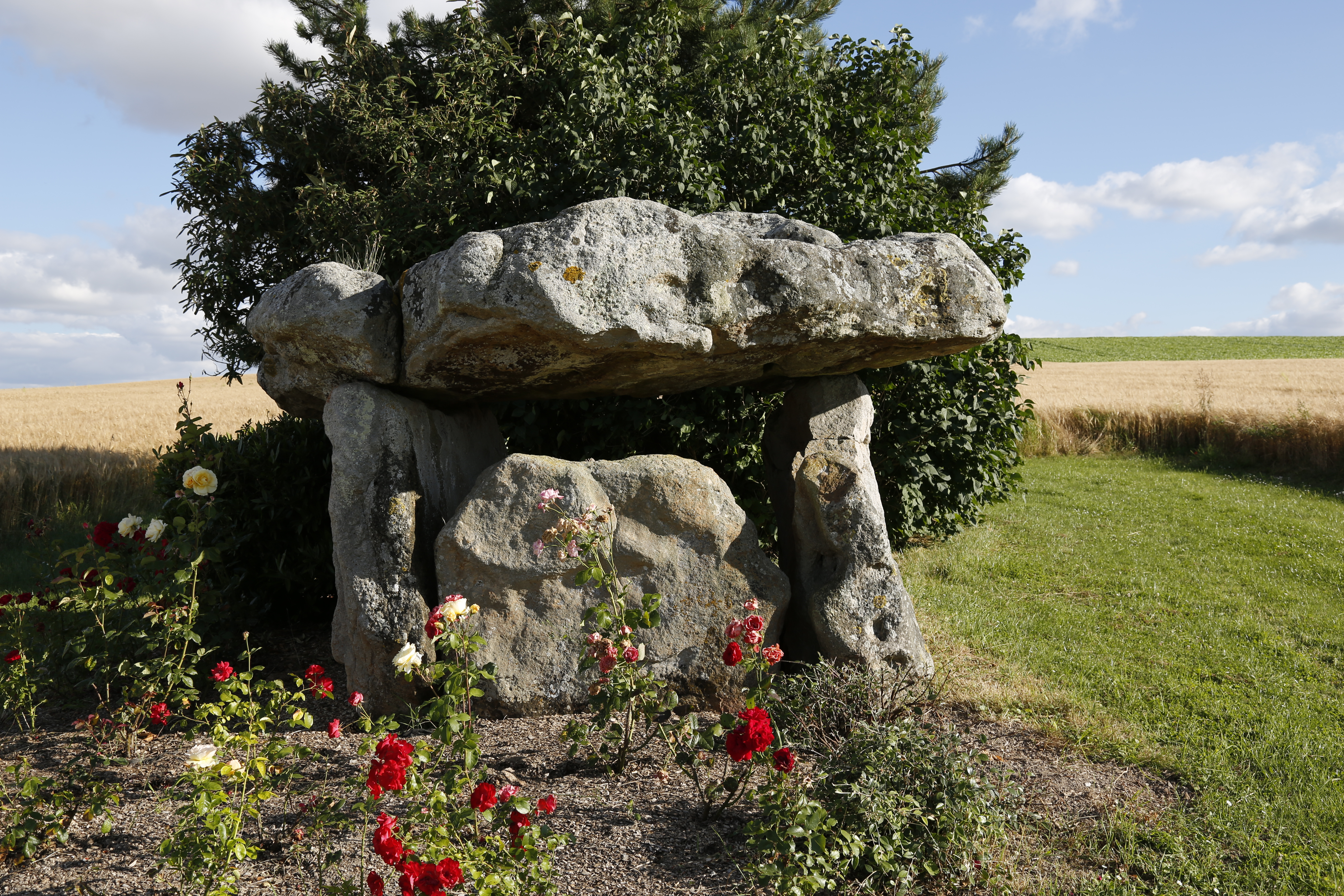
Dolmen von Nuisy

Der Dolmen von Nuisy (auch Les Pierres de Sainte-Geneviève oder La Pierre Sainte Geneviève genannt) liegt südöstlich von Fontaine-Denis-Nuisy, nahe der Straße D 350 nach Saint-Quentin-le-Verger, bei Nogent-sur-Seine im Westen des Département Marne in Frankreich. Der Dolmen wurde 1889 zum Monument historique erklärt. Dolmen ist in Frankreich der Oberbegriff für neolithische Megalithanlagen aller Art (siehe: französische Nomenklatur).
Der Dolmen ist eine der seltenen Megalithanlagen im Département und besteht aus zwei seitlichen Orthostaten und einer 1,3 × 0,95 × 0,35 m messenden Endplatte, die von einer überkragenden Deckplatte von 3,35 × 3,25 × 0,45 m bedeckt werden. Sie bilden eine nach Süden geöffnete Kammer, die 2,25 m lang, 1,35 m breit und 1,4 m hoch ist. Die Seitensteine messen 2,6 × 1,05 × 0,38 m und 2,4 × 1,18 × 0,35 m.
In der Nähe liegt der Dolmen des Mardelles.

Dolmen von Nuisy
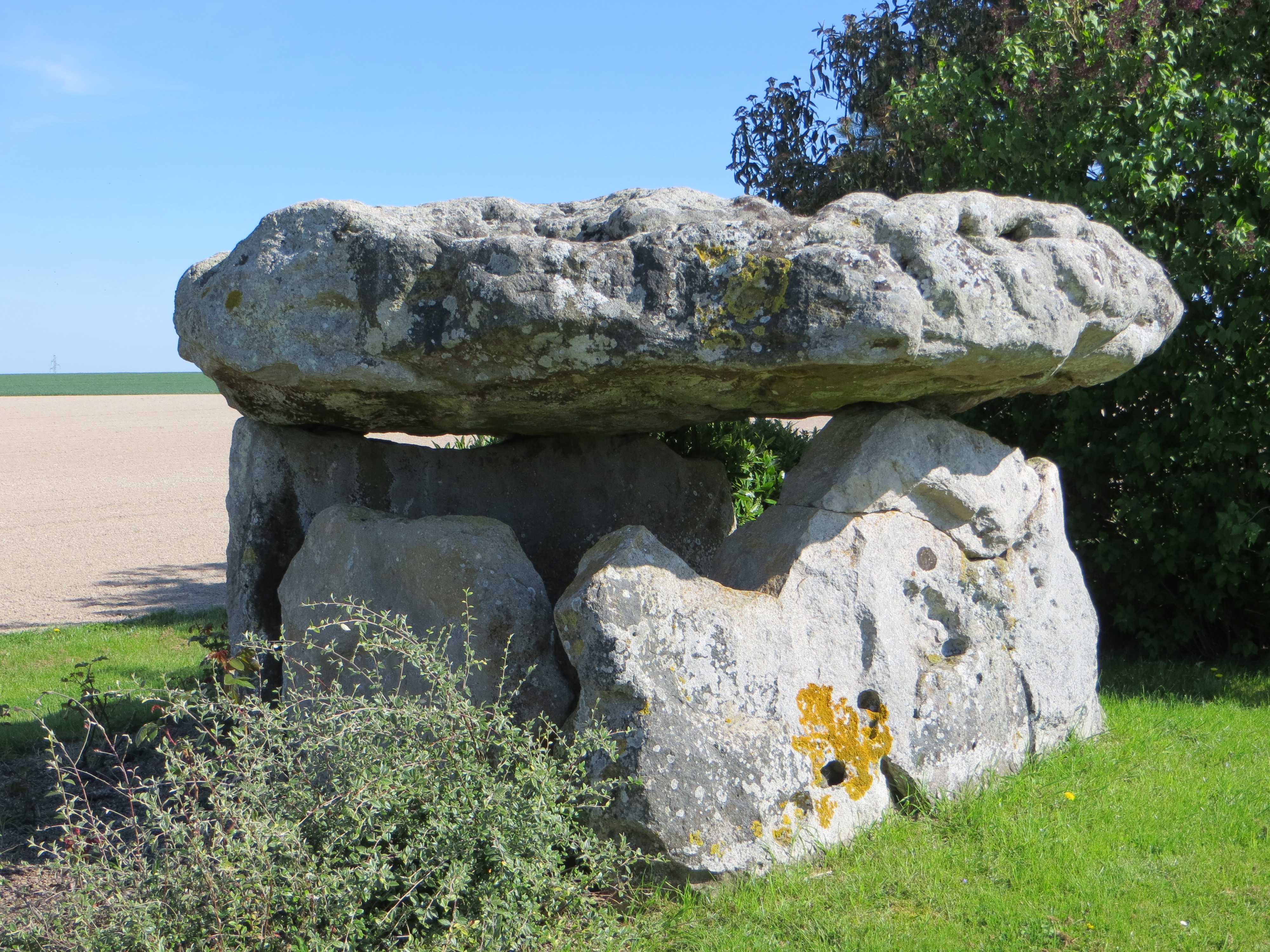
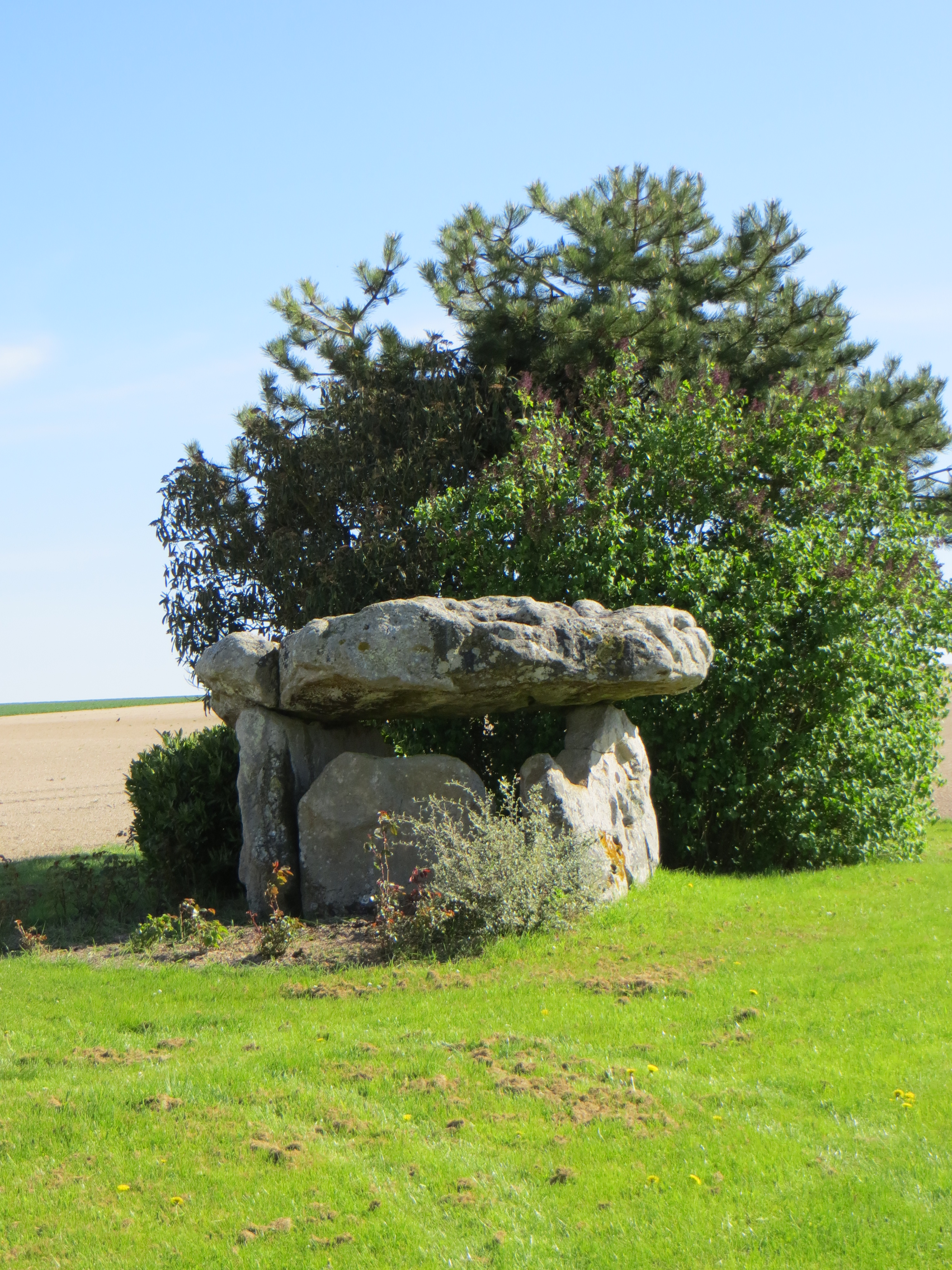
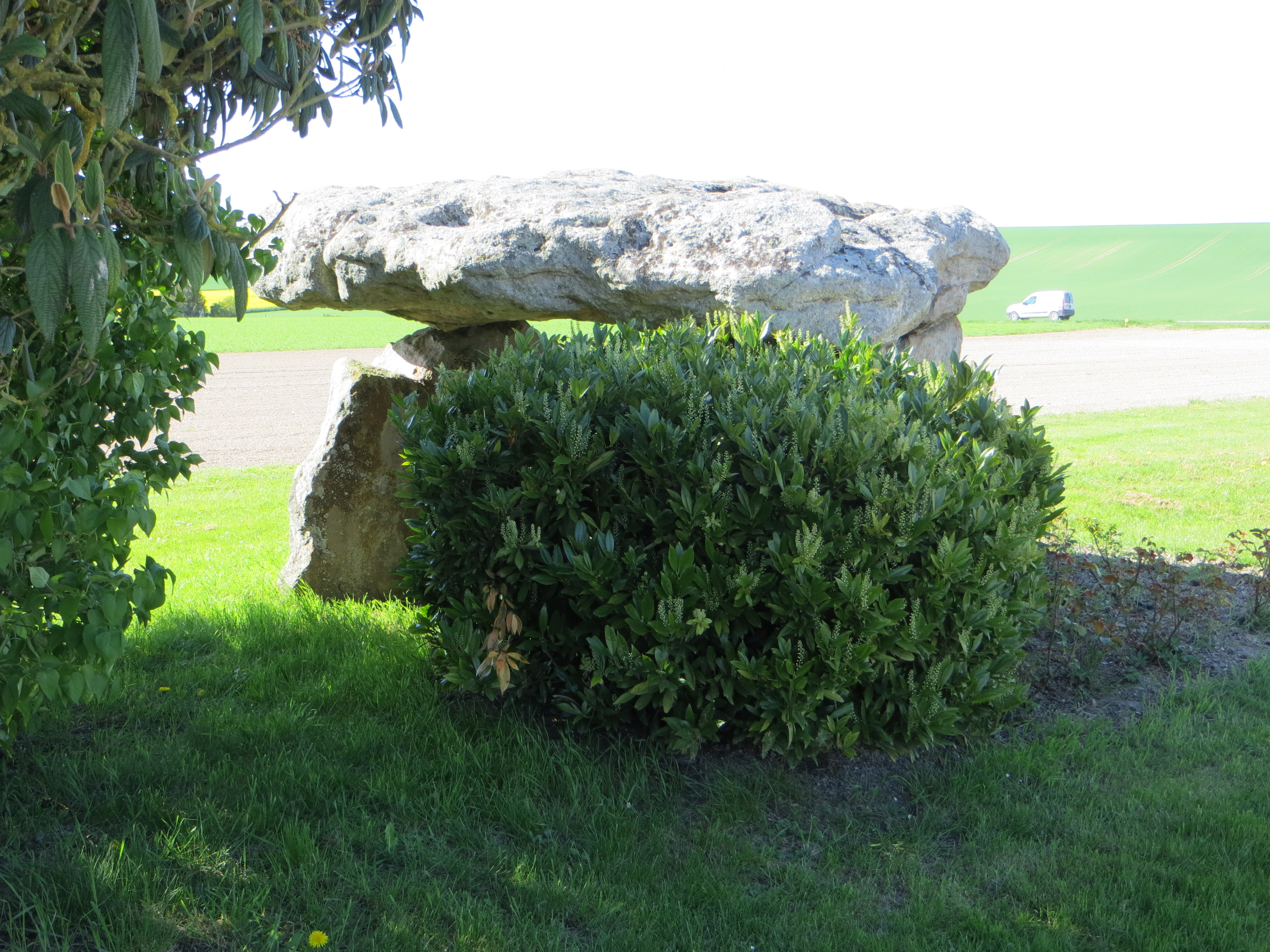